# Endre Hegedűs
Dans le nom hongrois Hegedűs Endre, le nom de famille précède le prénom, mais cet article utilise l’ordre habituel en français Endre Hegedűs, où le prénom précède le nom.
Endre Hegedűs (Hódmezővásárhely, 16 septembre 1954) est un pianiste soliste et professeur de piano hongrois. Il est lauréat du prix Kossuth 2014.

## Biographie
Endre Hegedűs est diplômé de l'Académie Franz Liszt où il a travaillé le piano de 1973 à 1980 avec István Antal, Zoltán Kocsis, Ferenc Rados, András Schiff et Anna Hajdú. Après son diplôme, il se perfectionne avec les classes de maître de Bruno Leonardo Gelber et Tamás Vásáry. Il développe ensuite une carrière de soliste et d'enseignant. Depuis 1999, il est nommé professeur à l'Académie.
Endre Hegedűs participe à une vingtaine de concours internationaux de piano et remporte plusieurs prix, notamment en Italie les premiers prix de Monza (1981, 1er prix) et du concours Rachmaninov de Morcone (1987, 1er prix). Il est lauréat du concours de piano de Sydney (1982, 2e prix) et du concours Dino Ciani (Milan 1986, 2e prix). Lors du centenaire Liszt, en 1986, il reçoit la médaille commémorative Franz Liszt du Ministère hongrois de la Culture et de l'association International Liszt pour ses interprétations des œuvres de Franz Liszt.
Il a enregistré une trentaine d'albums sous les labels Hungaroton, Marco Polo et Studio Liszt Productions. Son disque contenant l'intégrale des fantaisies opératiques, Bellini-Liszt, publié par Hungaroton en 1993, a reçu le Grand Prix International du disque Franz Liszt par l'association international Liszt. La télévision hongroise a réalisé douze films de ses concerts publics et ont été retransmis à différentes occasions. La longueur totale de ces films dépasse dix-huit heures. En 1997, il reçoit le prix György Cziffra.
En 1999, Hegedűs est intégré à la liste des artistes Steinway par le centre Steinway de New York. En Hongrie, en 2000, il reçoit le prix d'État Franz Liszt. En 2004, l'artiste reçoit des mains du président, Ferenc Mádl, la médaille du mérite du président de la République de Hongrie — pour ses activités de concertiste dans le monde entier et pour ses capacités à créer l'harmonie entre la musique et son public. Au cours de ses trente ans de carrière pianistique, Hegedűs a joué plus de 3100 fois en concerts publics. À côté de ses activités de concert en Hongrie, il se produit régulièrement en Europe : en Australie, Autriche, Bulgarie, en République tchèque, en Finlande, France, Allemagne, Grèce, Italie, Norvège, Pologne, Russie, Slovaquie, Suisse, dans l'ancienne Yougoslavie ; mais également au Japon, en Corée du Sud, au Canada et aux États-Unis.
Hegedűs réside à Budapest, avec sa femme, Katalin (qui est également pianiste concertiste) et avec qui il se produit dans le répertoire du piano quatre mains ou à deux pianos. Ils ont trois enfants. Outre le hongrois, Hegedűs maîtrise l'anglais, l'allemand, l'italien et le japonais, langues qu'il utilise pour l'enseignement.

## Discographie
- Chopin, Récital (1996, Hungaroton) (OCLC 804646403)
- Holbrooke, Musique de chambre : Quintettes avec piano op. 21 et 44 - New Haydn Quartet ; Endre Hegedűs, piano (1995, Marco Polo 8.223736)
- Liszt, Fantaisies, réminiscences & variations sur des thèmes de Bellini (1992, Hungaroton HCD31299) (BNF 38228491)
- Miaskovski, Sonates pour piano (1988 à 1991, 3CD Marco Polo 8.223156, 8.223178, 8.223469) (OCLC 24109103)
- Schumann, Quintette avec piano, Carnaval, op. 9 - Quatuor Bartók : Péter Komlós et Géza Hargita, violons ; Géza Németh, alto; Laszló Mező, violoncelle (14-16 décembre 1993, Hungaroton] (OCLC 50845742)
- Wagner-Liszt, transcriptions : Rienzi, Tannhäuser - Endre Hegedűs, piano (1987, Hungaroton) (OCLC 30447090)